# Jama Mahendra
Jama Mahendra (nepalsko महेन्द्र गुफा)  je velika apnenčasta jama v Pokhari-16, batulechaur, okrožje Kaski, blizu Kali Khole . To je redek primer jamskega sistema v Nepalu, ki vsebuje stalagmite in stalaktite . Jama privablja na tisoče turistov vsako leto . V notranjosti jame je kip hindujskega boga Šive.

## Zgodovina
Jama dobi ime po nekdanjem kralju Mahendri Bir Bikram Shah Dev. Odkrili so jo konec 1950-ih  mladi pastirji iz Pokhare. Od takrat je ostala ena najbolj obiskanih krajev v Pokhari. Leta 1976 jo je prvič pravilno pregledala majhna skupina speleologov iz Velike Britanije, vključno z Jane Wilson-Howarth, ki je dokumentirala živali, ki so živele v temnem območju jame . Kopije poročila o odpravi so poslali knjižnicam avtorskih pravic v Združenem kraljestvu in Kraljevemu geografskemu združenju.

## Lega
Jama Mahendra leži v mestu Pokhara v zahodni regiji Nepala. Je na približno 1100 metrov nadmorske višine. Nastala je v mlajšem (pleistocenskem) apnencu, ki ga prekrivajo konglomerati. Do jame lahko dostopajo obiskovalci iz letališča Pokhara v 30 minutah s taksijem, eno uro z javnimi avtobusi in dve uri peš. Od avtobusnega postajališča Prithvi je deset minut manj kot od letališča z javnim prevozom.

## Avantura
Jamski koridorji so popolnoma temni z neprestanim kapljanjem vode. Jama se oblikuje v apnencu, ki pada na tla in neprestano tvori električne iskre. Zaradi teme je v približno polovici dostopne jame zagotovljena umetna razsvetljava . Jama je sestavljena iz približno 100 m lahko dostopnih prehodov in nadaljnjih 100 m nizkih, nestabilnih hodnikov, ki so delno zrušeni in morda le pol metra visoki. Pregled celotne jame in sezname netopirjev in nevretenčarjev, ki živijo v notranjosti, najdemo v poročilu speleologov iz leta 1976.

## Ogledi v bližini jame Mahendra
Kraj, kjer leži jama Mahendra, je poln zelenja. Na tem območju se pogosto lahko opazujejo pašni konji in mule. Kraj leži na dnu hriba, pokritega z zelenjem. S poti se vidi veliko okoliških gričev, polnih zelenja. Ob poti se lahko obišče še eno veliko jamo z imenom Batna jama, ki je tik pod hribi v desetih minutah peš. 